# Hoplodrina centrifasciata
Hoplodrina centrifasciata là một loài bướm đêm trong họ Noctuidae.